# Lachemilla angustata
Lachemilla angustata là loài thực vật có hoa trong họ Hoa hồng. Loài này được Romoleroux mô tả khoa học đầu tiên năm 1996.